# Félix Savón
Félix Savón Fabré (San Vicente, 22 september 1967) is een voormalig Cubaans bokser. Savón was een van de drie boksers die erin slaagden om drie Olympische titels op rij te winnen. De andere twee zijn Teófilo Stevenson en László Papp.

## Levensloop
Savón begon in 1980 met boksen. Zijn eerste belangrijke titels won hij vijf jaar later. Gedurende zijn carrière won hij zes keer een gouden medaille en één keer een zilveren medaille op de wereldkampioenschappen. Daarnaast won hij drie keer op rij de Pan-Amerikaanse Spelen en won hij vier keer goud op de Centraal-Amerikaanse en Caraïbische Spelen. Van al zijn partijen won hij er 362 en verloor hij er 21.
Zwaargewicht Savón deed drie keer op rij mee aan de Olympische Spelen: aan die van 1992, 1996 en 2000. Alle drie de keren won hij goud. Na zijn derde gouden medaille in 2000 kondigde hij, op 33-jarige leeftijd, aan te stoppen met het boksen. Wel begeleidde hij de Cubaanse boksers nog voor de Olympische Zomerspelen 2004.
Zijn neef, Erislandy Savón, is eveneens een talentvolle bokser: hij won brons op de Olympische Spelen in Rio de Janeiro bij de zwaargewichten.
1904: Samuel Berger ·
1908: Albert Oldman ·
1920: Ronald Rawson ·
1924: Otto von Porat ·
1928: Arturo Rodríguez ·
1932: Alberto Santiago Lovell ·
1936: Herbert Runge ·
1948: Rafael Iglesias ·
1952: Ed Sanders ·
1956: Pete Rademacher ·
1960: Franco de Piccoli ·
1964: Joe Frazier ·
1968: George Foreman ·
1972: Teófilo Stevenson ·
1976: Teófilo Stevenson ·
1980: Teófilo Stevenson ·
1984: Henry Tillman ·
1988: Ray Mercer ·
1992: Félix Savón ·
1996: Félix Savón ·
2000: Félix Savón ·
2004: Odlanier Solís ·
2008: Rachim Tsjachkiev ·
2012: Oleksandr Usyk ·
2016: Jevgeny Tisjtsjenko ·
2020: Julio César La Cruz ·
2024: Lazizbek Mullojonov